# 森滕尼亞 (亞利桑那州)
森滕尼亞（英語：Centennial）是位於美國亞利桑那州拉巴斯縣的一個非建制地區。該地的面積和人口皆未知。

## 地理
森滕尼亞的座標為33°34′10″N 113°21′08″W / 33.56944°N 113.35222°W，而該地的平均海拔高度為419米（即1375英尺）。